# NGC 5866A
NGC 5866A (другое обозначение — PGC 166188) — эллиптическая галактика (E) в созвездии Дракон.
Этот объект не входит в число перечисленных в оригинальной редакции «Нового общего каталога» и был добавлен позднее.